# Fischmarkt (Görlitz)
Der Fischmarkt ist ein Platz am südlichen Rand der historischen Altstadt von Görlitz. Er zählt im Vergleich zu den beiden weiteren großen Stadtplätzen der Altstadt, dem Unter- und Obermarkt, zu den jüngeren Straßenanlegungen im historischen Stadtkern.
Seinen Namen erhielt der Platz, weil im 18. Jahrhundert der Heringsverkauf vom nördlichen Teil des Untermarktes hierher verlegt wurde. Das heutige Bild des Platzes wird durch die dominierenden beiden Schulgebäude auf der Ost- und auf der Südseite sowie drei große Bäume in der Platzmitte bestimmt. Ende Mai bzw. Anfang Juni finden jährlich die Freiluftveranstaltungen der Jazztage auf dem Platz statt.

## Lage
Von Westen vom Klosterplatz kommend führt die Fischmarktstraße auf den Fischmarkt, der sich gen Osten dreieckförmig öffnet. Aus Richtung Norden mündet die Schwarze Straße und von Süden eine Gasse (einst Stockgässel genannt) von der Elisabethstraße kommend auf den Platz ein. In Richtung Osten führen die Bäckerstraße nördlich und die Krischelstraße südlich am Gebäude der Musikschule vorbei auf die Weberstraße.

## Geschichte

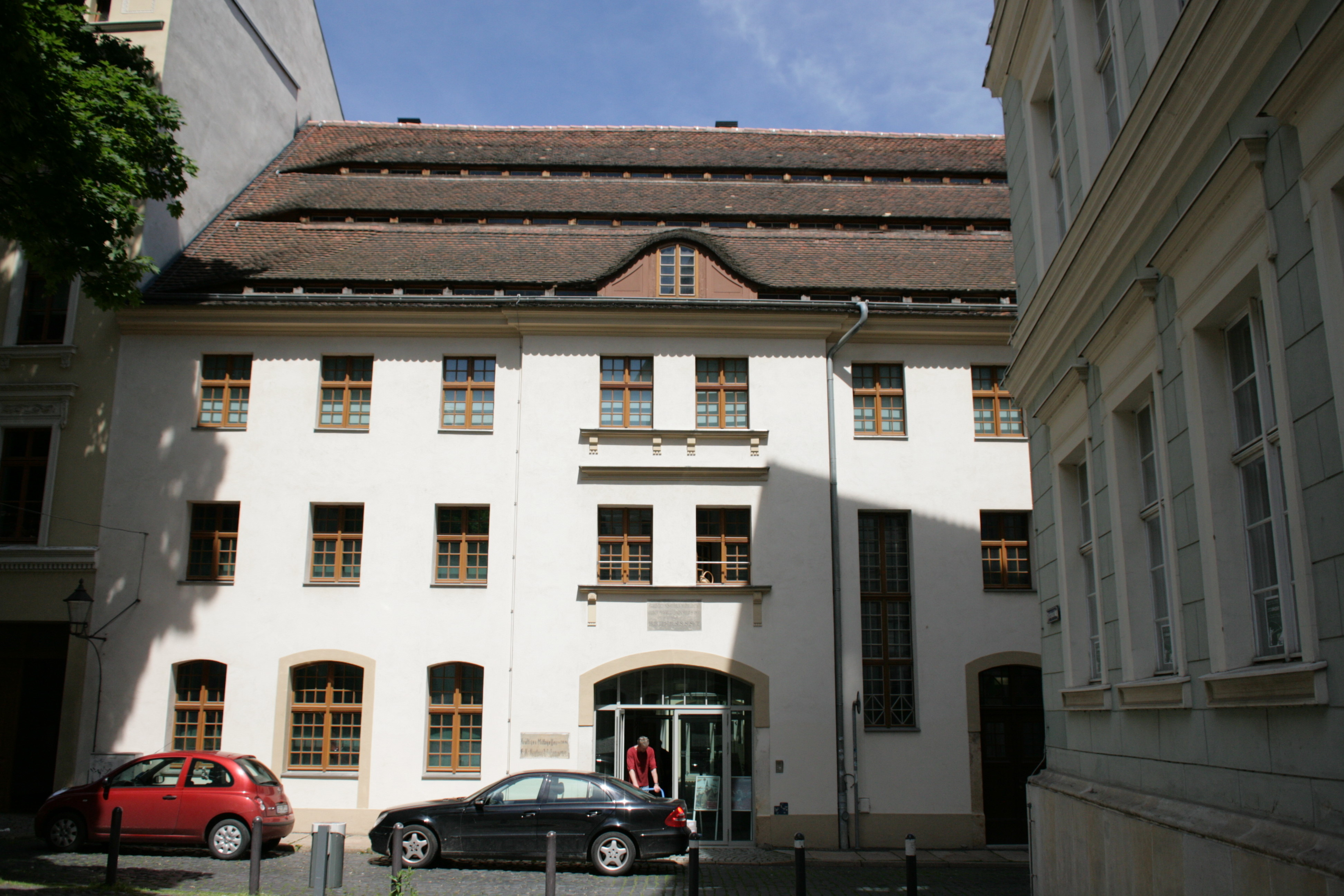
Hinterhaus des Schlesischen Museums

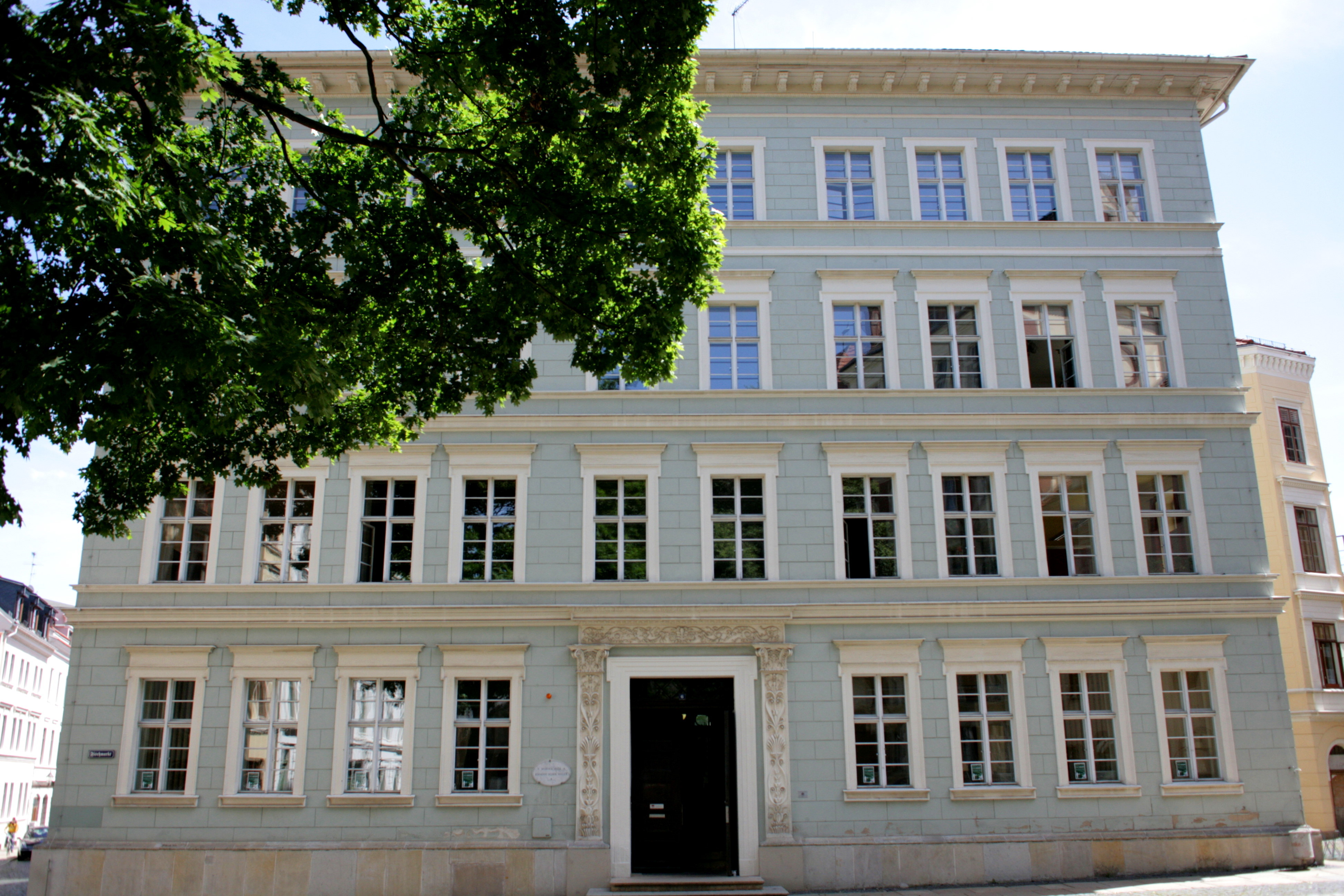
Ehemalige Gemeindeschule V

Der Fischmarkt erhielt seinen Namen erst 1767 mit der Verlegung des Heringsmarktes von der Nordseite des Untermarktes nahe der Ratsapotheke an diesen Ort. Bis zum Stadtbrand am 5. September 1759, bei dem die ganze Bäckerstraße und die halbe Krischelstraße sowie die Hinterhäuser der Brüderstraße 8, 9 und 10, die auf den heutigen Platz hinauswiesen, niederbrannten, war der heutige Platz bebaut.
Die Häuser Fischmarkt 2 bis 5 waren einst Hinterhäuser zur Brüderstraße, wohingegen das Eckhaus Fischmarkt 1 (zugleich Schwarze Straße 8) bereits seit dem Sommer 1577 als selbstständiges Haus in den Geschossbüchern erscheint. Es gehörte damals Hans Sachse, einem Mitglied der Schützengilde. Der Bau an der Gabelung zwischen Bäcker- und Krischelstraße – die einstige Gemeindeschule V entstand erst in den Jahren 1836 bis 1838. Zuvor stand an dieser Stelle seit 1759 das Schuhhaus, das auf der damals wüsten Stelle erbaut wurde. Das Schuhhaus war ein einstöckiges Bauwerk aus Ziegelfachwerk mit einem Schindeldach. Im Jahr 1836 wurden die Schuhmacher in das Salzhaus auf dem Obermarkt gewiesen. Seit Mitte des 20. Jahrhunderts wird das Schulhaus von der Musikschule genutzt.
Auf der Südseite des Platzes schließt sich der Fischmarkt 8 an. Dies waren einst zwei Häuser, die 1840 zusammengelegt wurden. In dem westlichen der einst zwei Häuser befand sich zwischen 1618 und 1780 die Leinwebermeister-Innung. Drei Häuser weiter befindet sich die prachtvolle Gemeindeschule VI (Fischmarkt 11), die heute die Grundschule Innenstadt beherbergt. Den Bau des Schulgebäudes beschloss der städtische Magistrat im Jahr 1895 und nach dem Abriss der Häuser Fischmarkt 11 bis 15 fand 1896 die Grundsteinlegung statt. In der Nummer 15 befand sich einst ein ausgedehnter Brauhof, den die Stadt bereits 1865 für 24.000 Taler erwarb. Den Abriss überdauerten Portal, Bodensturz, Kämpfer und Zwickel. Sie wurden 1902 für den Eingang des Neuen Rathauses Jüdenstraße 1 verwendet.

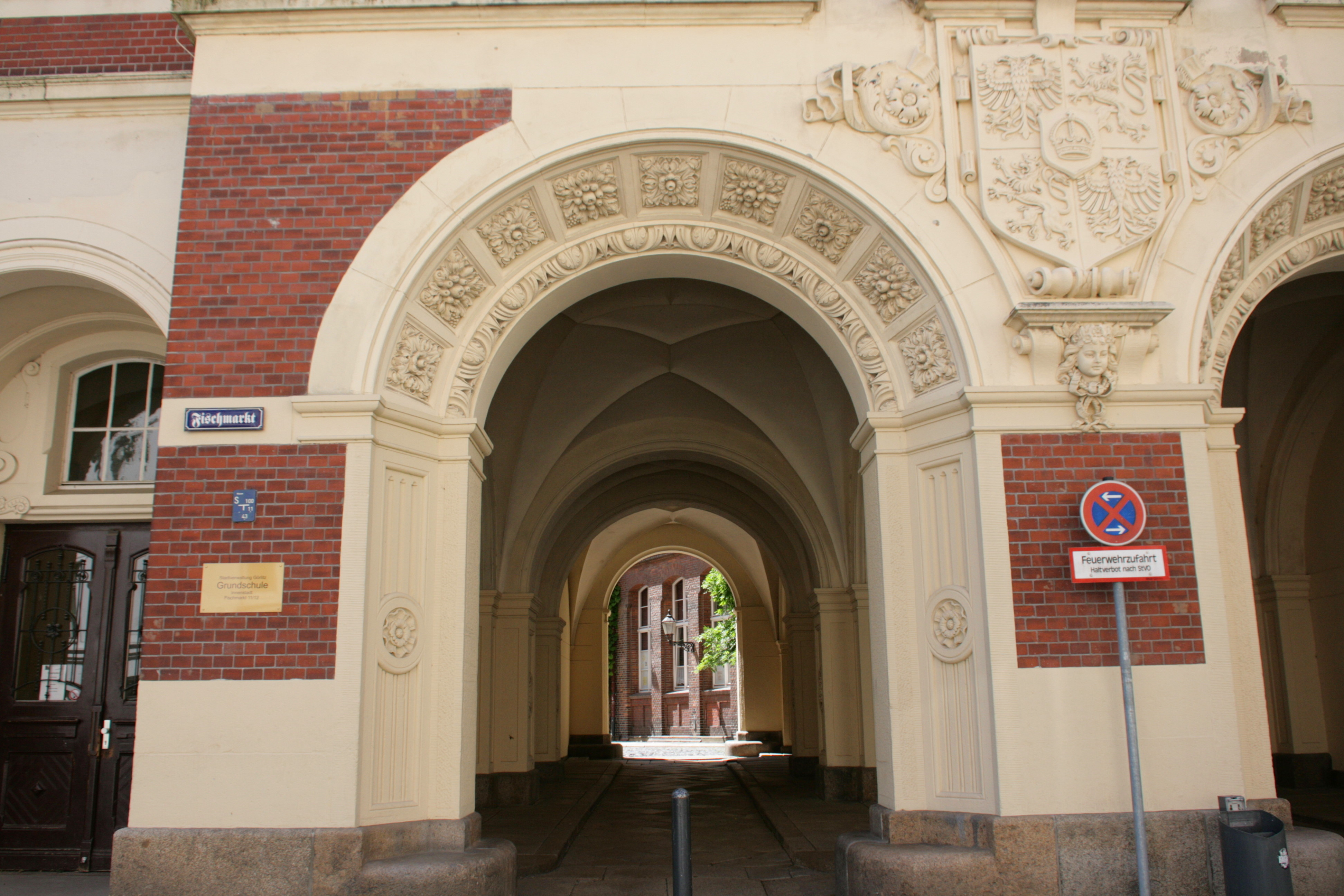
Durchgang zur Elisabethstraße, oberhalb des mittleren Pfeilers ist das alte Görlitzer Wappen zu sehen

Der Entwurf des Schulgebäudes stammt vom Regierungsbaumeister Paul Schröder, die Ausführung wiederum übernahm der Görlitzer Architekt Adalbert Rothenburger. Am 25. Oktober 1897 nahm die Schule mit 17 Klassen den Lehrbetrieb auf. Das Schulhaus ist dem Renaissancestil nachempfunden. In der Flucht zur Schwarzen Straße befindet sich ein Durchgang zur Elisabethstraße vorbei am Schulhof, in dem sich die Bronzefigurengruppe Kistenkinder von Peter Fritzsche befindet. Zwischen den beiden Portalen des Durchganges, über dem mittleren Pfeiler des Durchganges ist das alte Görlitzer Wappen zu sehen.
Hinter den Häusern Fischmarkt 10 bis 14 lag einst die bis an die Stadtmauer reichende Büttelei. Sie wurde zuerst 1377 erwähnt, gewöhnlich Stockhaus genannt und diente als Gefängnis. Zwischen 1589 und 1601 bot sie auch dem städtischen Scharfrichter ein Heim, bis er 1601 in das Scharfrichterhaus am Finstertor in der Nikolaivorstadt verwiesen wurde. Im Jahr 1822 überließ der städtische Magistrat dem königlich preußischen Inquisitoriat die Büttelei, blieb jedoch Eigentümer des Hauses. Die Justizbehörde kaufte lediglich das Gebäude Fischmarkt 14 und überließ dies später der Stadt im Tausch gegen 2½ Morgen Land am Postplatz für den Bau eines neuen Gerichtsgebäudes. Zuerst entstand 1875 an der Stelle der einstigen Büttelei die Elisabethschule.